# Euphyia carnica
Euphyia carnica är en fjärilsart som beskrevs av Franz Dannehl 1927. Euphyia carnica ingår i släktet Euphyia och familjen mätare. Inga underarter finns listade i Catalogue of Life.